# Антуан, Франц
Франц Антуан (нем. Franz Antoine, 23 февраля 1815 — 11 марта 1886) — австрийский ботаник, художник и фотограф.

## Биография
Франц Антуан родился в Вене 23 февраля 1815 года. Он был сыном ботаника, садовника и помолога Франца Антуана (1768—1834).
В 1865 году Антуан стал придворным директором всех императорских придворных садов. Тем не менее, в ходе преобразования придворной службы сада ему пришлось отказаться в 1869 году от ответственности за остальные придворные сады, сохранив, однако, свою официальную резиденцию в саду замка в Вене и посвятил себя более интенсивной научной деятельности.
Его фотографии, почти исключительно посвящённые исследованию растений, а также натюрморты были представлены на трёх выставках в Вене в 1864 году и 1873 году, а также в Париже в 1867 году.
Франц Антуан умер в Вене 11 марта 1886 года.

## Научная деятельность
Франц Антуан специализировался на семенных растениях.

## Научные работы
- Die Coniferen, 1840—1847.
- Der Wintergarten der K. K. Hofburg zu Wien, 1852.
- Coniferen des Cilicischen Taurus (zusammen mit Karl Georg Theodor Kotschy), 1855.
- Die Cupressineen-Gattungen: Arceuthos, Juniperus u. Sabina, 1857—1860.
- Phyto-Iconographie der Bromeliaceen..., 1884.